# Take a penny, leave a penny

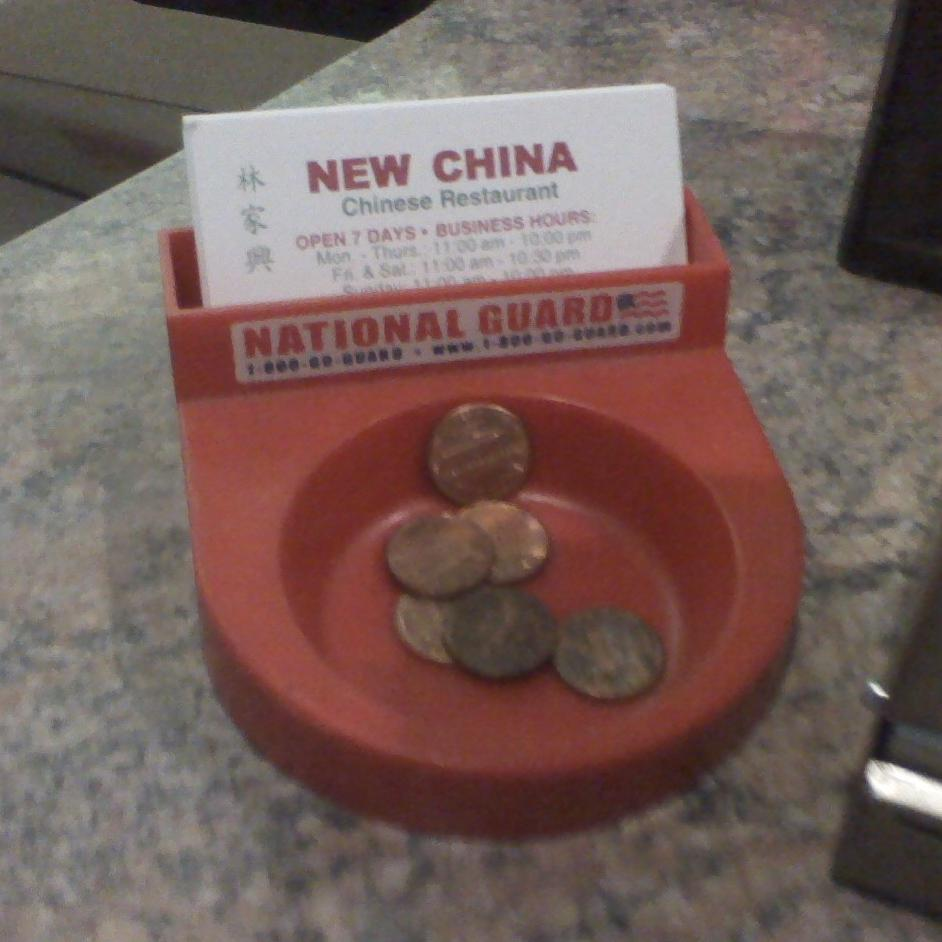
Una bandeja "take a penny, leave a penny" en un restaurante

Take a penny, leave a penny (en español: Tome un centavo, deje un centavo), también conocido como Give a penny, take a penny (en español: Da un centavo, toma un centavo) o penny tray (en español: Bandeja de los centavos)  son términos que se refieren a un tipo de bandeja, plato o vaso encontrado con frecuencia en gasolineras, tiendas de conveniencia y otros pequeños establecimientos en Norteamérica, dedicados a facilitar las transacciones con cambio. No confundir con la expresión Spend a penny, jerga británica que se refiere a la acción de orinar.

## Uso
La bandeja es ubicada cerca de la caja registradora como lugar designado para que la gente deje allí los centavos que reciben como cambio si no los quieren. De este modo, aquellos clientes que necesiten un centavo para completar un pago, pueden tomar uno, evitando así la necesidad de cambiar monedas o billetes de mayor valor. La bandeja puede ser usada también por los cajeros para evitar dar muchas monedas pequeñas con el cambio. Por ejemplo, en vez de dar 24 centavos en monedas (2 de diez y 4 de uno, 6 monedas en total), puede coger una moneda de la bandeja y dar al cliente una única moneda de 25 centavos. También son conocidos como penny pools. Si bien pueden ser contenedores improvisados como un cenicero, en ocasiones son bandejas destinadas a ese fin, con anuncios o mensajes para el cliente indicando su función.
Es frecuente ver monedas de mayor valor en el platillo; un cajero corto de cambio pero a punto de acabar su turno podría cambiar alguna de las monedas de mayor valor por su valor asociado en centavos, especialmente si hay muchos en la bandeja.[cita requerida]